# Adalberto Giovannini
Adalberto Giovannini (* 6. März 1940 in Spiez; † 8. Januar 2025) war ein Schweizer Althistoriker.
Adalberto Giovannini promovierte 1965 mit der Arbeit Recherches sur les origines du fédéralisme en Grèce an der Universität Fribourg. Von 1967 bis 1971 war er wissenschaftlicher Assistent am Seminar für Alte Geschichte an der Ruprecht-Karls-Universität Heidelberg. Von 1971 bis 1976 lehrte er als Assistenzprofessor an der Universität Genf, von 1976 bis zu seiner Emeritierung im Jahr 2005 als ordentlicher Professor in Genf Alte Geschichte. 
Giovanninis Forschungsschwerpunkte waren die griechische und römische Verfassungsgeschichte sowie die griechische und römische Wirtschaftsgeschichte.

## Schriften
Monografien
- Untersuchungen über die Natur und die Anfänge der bundesstaatlichen Sympolitie in Griechenland (= Hypomnemata. Untersuchungen zur Antike und zu ihrem Nachleben. Heft 33). Vandenhoeck & Ruprecht, Göttingen 1971, ISBN 3-525-25125-4 (zugleich Dissertation, Universität Fribourg (Schweiz) 1969: Recherches sur les origines du fédéralisme en Grèce).
- Consulare imperium (= Schweizerische Beiträge zur Altertumswissenschaft. Heft 16). Reinhardt, Basel 1983, ISBN 3-7245-0526-4.
- Les relations entre états dans la Grèce antique. Du temps d'Homère à l'intervention romaine. (ca. 700 – 200 av. J.-C.) (= Historia. Einzelschriften. Heft 193). Steiner, Stuttgart 2007, ISBN 978-3-515-08953-1.
- Les institutions de la République romaine des origines à la mort d'Auguste (= Schweizerische Beiträge zur Altertumswissenschaft. Band 42). Schwabe, Basel 2018, ISBN 978-3-7965-3854-4 (online).

Herausgeberschaften
- Nourrir la plèbe. Actes du colloque tenu à Genève les 28 et 29.IX.1989 en hommage à Denis van Berchem (= Schweizerische Beiträge zur Altertumswissenschaft. Heft 22). Reinhardt, Basel u. a. 1991, ISBN 3-7245-0743-7.